# アンドレ・ドゥヴァヴラン
アンドレ・ドゥヴァヴラン（André Dewavrin）、通称パシー大佐（colonel Passy） 1911年6月9日 - 1998年12月21日）は、フランスの軍人。シャルル・ド・ゴールが第二次世界大戦中にロンドンで組織した自由フランスに参加し、情報機関の長となった。

## 経歴
ドゥヴァヴランは1911年6月9日にパリの16区で6人兄弟の末弟として生まれた。彼の家族はノール県で企業を経営しており、母方の祖父はアンブレーの市長であった。コレージュ・スタニスラスの後、リセ・ルイ＝ル＝グランに進み、高等師範学校を経てエコール・ポリテクニークに入り、陸軍軍人として歩み始めた。1936年には中尉となり、第4工兵連隊（fr:4e régiment du génie）に配属された。1938年にはサン・シール陸軍士官学校の教官助手となった。
第二次世界大戦が始まると、モーに置かれた第9軍の司令部やベルギーのヴェルヴィエにあった第12工兵連隊に配属された。1940年にはfr:Antoine Béthouart将軍率いる第一師団に配属され、ノルウェーの戦いに従軍することになった。しかし5月にはナチス・ドイツのフランス侵攻が始まり、第一師団は再編成を余儀なくされた。ドゥヴァヴランは6月17日にブレストに上陸し、フランスに帰還した。しかしすでに勝敗は定まっており、6月21日にヴィシー政権がドイツに降伏した。

### 「パシー大佐」としての活動
1940年7月1日、ドゥヴァヴランはロンドンでシャルル・ド・ゴール率いる自由フランスに入り、対独抵抗活動を開始した。ドゥヴァヴランは情報局（Service de Renseignements 、SR）を組織し、情報部門の長となった。パシーの偽名はこの頃から用いられたものである。情報局は1941年4月15日に情報・行動中央局（BCRA）と改称・改組され、ピエール・ブロソレットやジャン・ムーランといったフランス国内のレジスタンスとの連絡に当たった。
1943年にはフランス軍の情報機関fr:Deuxième Bureauを国内で再建する活動を開始、レジスタンスの全国組織全国抵抗評議会の結成にも尽力した。10月に自由フランス軍とアンリ・ジロー率いる北アフリカ旧ヴィシー軍が合併されると、情報・行動中央局もそれにともなって改組された。アルジェに設置された特殊戦力総局（fr:Direction générale des services spéciaux、DGSS）の長には自由フランス情報相であったジャック・スーステル（fr:Jacques Soustelle）が就任した。
1944年2月にドゥヴァヴランはフランス国内軍（FFI）のマリー＝ピエール・ケーニグ（fr:Marie-Pierre Kœnig）の参謀長となり、8月5日にブルターニュ地方のガンガンにパラシュート降下した。またパンポル（fr:Paimpol）の捕虜収容所解放も行った。パリの解放後の9月には特殊戦力総局に戻り、アメリカ、インド、インドシナ、中国などの作戦に従事した。
11月16日に特殊戦力総局は研究・調査局（fr:Direction générale des études et recherches、DGER）と改称された。1945年4月18日にドゥヴァヴランはフランスに戻り、研究・調査局の長官となった。しかしこの頃からフランス共産党などの左派勢力によって、ド・ゴール派の運動資金に政府の資金を流用したというキャンペーンが行われた。

### 戦後
1946年2月、ドゥヴァヴランは横領の容疑がもとで長官を辞職した。裁判では無罪となり、その後は銀行（fr:Banque Worms）の理事やアメリカの繊維グループDHJのヨーロッパにおける最高経営責任者を勤めるなどした。戦時中のレジスタンスを描いたジャン＝ピエール・メルヴィル監督による1969年の映画「影の軍隊（fr:L'Armée des ombres）」では、本人役で出演している。息子のダニエル（fr:Daniel Dewavrin）はフランス金属工業労働組合（fr:Union des industries et métiers de la métallurgie）の長を勤めた。